# فرن گونزالس (بازیکن فوتبال، زاده ۱۹۸۹)
فرن گونزالس (انگلیسی: Fran González؛ زادهٔ ۱ فوریهٔ ۱۹۸۹) بازیکن فوتبال اهل اسپانیا است.
از باشگاه‌هایی که در آن بازی کرده‌است می‌توان به باشگاه فوتبال هرکولس و باشگاه فوتبال رئال ساراگوسا اشاره کرد.